# Archidiecezja Tangeru
Archidiecezja Tangeru (łac. Archidioecesis Tingitanus) – archidiecezja Kościoła rzymskokatolickiego w Maroku, podległa bezpośrednio Stolicy Apostolskiej.

## Historia
W związku z wyprawami Alfonsa V Afrykańczyka w 1469 została utworzona diecezja Maroka wyodrębniona z portugalskiej diecezji Ceuty (obecna diecezja Kadyksu i Ceuty).
12 czerwca 1514 diecezja Maroka utraciła część terytorium na rzecz nowo utworzonej diecezji Funchal. W 1570 diecezja Maroka została zlikwidowana i włączona do diecezji Ceuty i Tangeru.
W 1630 roku została reaktywowana jako prefektura apostolska Maroka i Marruecos. W 1908 została podniesiona do rangi wikariatu apostolskiego, zaś w 1956 stała się archidiecezją pod obecną nazwą. Wszyscy kolejni biskupi od roku 1908 do dziś byli członkami zakonu franciszkanów.